# Нафтові родовища Ангольського шельфу
Нафтові родовища Ангольського шельфу відкриті на межі XX-XXI століття в Анголі. Мають унікально великі ресурси нафти, які оцінюються загалом у 12 млрд бар., що прирівнюється до великих покладів Норвегії у Північному морі (див. Нафтогазоносна область Північного моря).
Найбільші три оператори в цьому регіоні у 2000 — Шеврон (550 000 бар./добу), TotalFinaElf (150 000 бар./добу), і Texaco (80 000 бар./добу).
Крім того, в глибоких і суб-глибоких водах на шельфі Анголи планують розробку нафтових родовищ компанії Esso Exploration Angola (дочірня ExxonMobil) і Royal Dutch Shell.